# Финска на Европском првенству у атлетици у дворани 2019.
Финска је учествовала на 35. Европском првенству у дворани 2019 који се одржао у Глазгову, Шкотска, од 1. до 3. марта. Ово је било тридесет пето Европско првенство у дворани на којем је Финска учествовала, односно учествовала је на свим првенствима одржаним до данас.
Репрезентацију Финске представљало је 12 спортиста (4 мушкарца и 8 жена) који су се такмичили у 10 дисциплина (4 мушке и 6 женске).
На овом првенству представници Финске нису освојили ниједну медаљу. У табели успешности према броју и пласману такмичара који су учествовали у финалним такмичењима (првих 8 такмичара) Финска је са 4 финалиста заузела 21. место са 12 бодова.
| Пл. | Земља  | 1. место | 2. место | 3. место | 4. место | 5. место | 6. место | 7. место | 8. место | Бр. фин.-Бод. |
| --- | ------ | -------- | -------- | -------- | -------- | -------- | -------- | -------- | -------- | ------------- |
| 21. | Финска | –        | –        | –        | 1–5      | -        | 2-6      | –        | 1-1      | 4 - 12        |

## Учесници
| Мушкарци: - Самуел Пурола — 60 м - Топи Рајтанен — 3.000 м - Елмо Лака — 60 м препоне - Симо Липсанен — Троскок | Жене: - Сара Куивисто — 800 м, 1.500 м - Рета Хурске — 60 м препоне - Норалота Незири — 60 м препоне - Матилда Богданоф — 60 м препоне - Џесика Кахара — Скок увис - Ела Јунила — Скок увис - Вилма Мурто — Скок мотком - Кристина Мекеле — Троскок |  |

## Резултати

### Мушкарци
| Атлетичар     | Дисциплина   | Лични рекорд | Квалификације | Квалификације | Полуфинале | Полуфинале | Финале                | Финале       | Детаљи |
| Атлетичар     | Дисциплина   | Лични рекорд | Резултат      | Место         | Резултат   | Место      | Резултат              | Место        | Детаљи |
| ------------- | ------------ | ------------ | ------------- | ------------- | ---------- | ---------- | --------------------- | ------------ | ------ |
| Самуел Пурола | 60 м         | 6,67         | 6,75 КВ       | 3. у гр 6     | 6,74       | 6. у гр. 1 | Нису се квалификовали | 16 / 44 (45) |        |
| Топи Рајтанен | 3.000 м      | 8:01,00      | 7:55,71 ЛР    | 9. у гр 1     |            |            | Нису се квалификовали | 13 / 33 (34) |        |
| Елмо Лака     | 60 м препоне | 7,67         | 7,65 КВ, ЛР   | 2. у гр 4     | 7,70 кв    | 4. у гр 1  | 7,74                  | 8 / 29 (30)  |        |
| Симо Липсанен | Троскок      | 16,98 НР     | 16,43         | 9.            |            |            | Није се квалификовао  | 9 / 18 (19)  |        |

### Жене
| Атлетичарка      | Дисциплина   | Лични рекорд | Квалификације | Квалификације | Полуфинале            | Полуфинале            | Финале                | Финале       | Детаљи |
| Атлетичарка      | Дисциплина   | Лични рекорд | Резултат      | Место         | Резултат              | Место                 | Резултат              | Место        | Детаљи |
| ---------------- | ------------ | ------------ | ------------- | ------------- | --------------------- | --------------------- | --------------------- | ------------ | ------ |
| Сара Куивисто    | 800 м        | 2:04,20      | 2:04,24       | 4. у гр. 1    | Није се квалификовала | Није се квалификовала | Није се квалификовала | 11 / 21      |        |
| Сара Куивисто    | 1.500 м      | 4:14,99      | 4:18,68       | 7. у гр. 1    |                       |                       | Није се квалификовала | 16 / 22 (24) |        |
| Рета Хурске      | 60 м препоне | 7,97 НР      | 8,06 КВ       | 2. у гр. 4    | 8,07 кв               | 4. у гр. 1            | 8,02                  | 4 / 28       |        |
| Норалота Незири  | 60 м препоне | 7,97 НР      | 8,07 КВ       | 2. у гр. 3    | 8,04 КВ               | 3. у гр. 1            | 8,09                  | 6 / 28       |        |
| Матилда Богданоф | 60 м препоне | 8,04         | 8,20 кв       | 4. у гр. 1    | 8,12                  | 7. у гр. 2            | Нису се квалификовале | 12 / 28      |        |
| Џесика Кахара    | Скок увис    | 1,90         | 1,85          | 13. у гр. Б   |                       |                       | Нису се квалификовале | 23 / 26      |        |
| Ела Јунила       | Скок увис    | 1,90         | 1,85          | 12. у гр. А   | 25 / 26               |                       | Нису се квалификовале |              |        |
| Вилма Мурто      | Скок мотком  | 4,71 НР      | 4,10          | 18.           | 18 / 18 (19)          |                       | Нису се квалификовале |              |        |
| Кристина Мекеле  | Троскок      | 14,38 НР     | 14,06 кв      | 7.            | 14,29                 | 6 / 17 (18)           |                       |              |        |